# Leborcham
Leborcham ['Lʲevorxam], auch Leabharcham („krummes Buch“ oder „unehrliches Buch“), ist der Name einer weiblichen Sagengestalt aus dem Ulster-Zyklus der keltischen Mythologie Irlands.

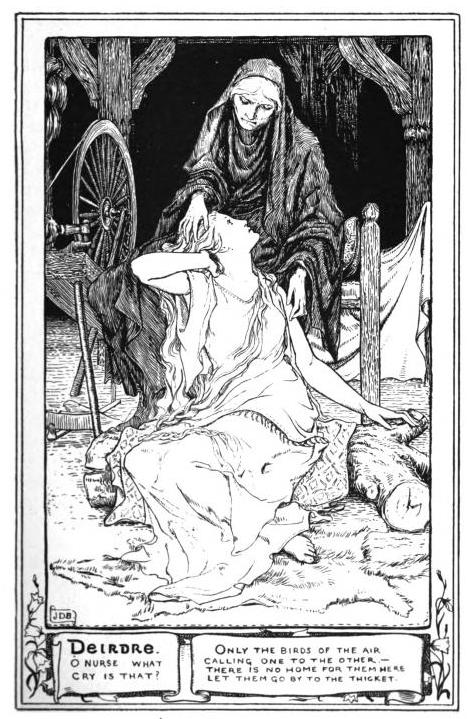
Leborcham und Deirdre

## Mythologie
Leborcham wird besonders in der Erzählung Longas mac nUislenn („Das Exil der Söhne Uislius“) als hässliche alte Frau am Hofe König Conchobar mac Nessas von Ulster in Emain Macha geschildert. Wegen ihrer bösartigen Spottgedichte (Glám dícenn) wird sie von allen gefürchtet, wegen ihrer nützlichen Dienste als Botin und ähnlichem aber immer wieder benötigt. In der genannten Erzählung ist sie die Erzieherin und Beschützerin Deirdres, der sie dabei hilft, Naoise als Liebhaber zu gewinnen und den Nachstellungen Conchobars für einige Zeit zu entkommen.
Eine Fortsetzung dieser Erzählung ist Tochmarc Luaine acus aided Athirni („Die Werbung Luaines und der Tod Athirnes“).
Leborcham soll einer Sklavenfamilie entstammen, hat das Wissen und die magischen Fähigkeiten einer Zauberin und wird als sowohl gutherzig als auch bösartig beschrieben. Sie soll Cú Chulainn am Tage seines Todes eine letzte Warnung ausgesprochen haben. So kann sie als Vorgängerin der ähnlich geschilderten Gralsbotin Cundrie la Surziere im Parzival von Wolfram von Eschenbach gelten.